# 袁业立
袁业立（1938年3月29日—），山东荣成人，中国物理海洋学家和海洋工程环境专家。现任国家海洋局第一海洋研究所研究员、名誉所长、博士生导师。他在海洋波动和海洋环流理论、海洋数值模拟技术和海洋遥感应用诸方面取得了比较大的成就。在国内外刊物上发表论文100余篇。曾任中共十五大代表。
袁业立的视力高度残疾。

## 生平
复旦大学数学系、中国科学院海洋专业研究生毕业。1995年当选中国工程院院士。

## 家庭
袁业立的父亲毕业于同济大学建筑工程系。

## 头衔
- 中国海洋与湖沼学会常务理事
- 中国海洋遥感学会理事长
- 英国近海海洋研究中心名誉教授[2]